# Поляковка (Притобольний район)
Поляко́вка (рос. Поляковка) — присілок у складі Притобольного району Курганської області, Росія. Входить до складу Давидовської сільської ради.
Населення — 2 особи (2010, 2 у 2002).
Національний склад станом на 2002 рік:
- росіяни — 50 %
- молдовани — 50 %